# La Puda de Francolí
La Puda de Francolí és un balneari al terme municipal de Castellolí (Anoia) catalogat a l'Inventari del Patrimoni Arquitectònic de Catalunya. Consta de tres estructures unides entre si al voltant d'un pati central. Una d'aquestes estructures està unida a l'església de la Mare de Déu del Remei i està formada per arcs de mig punt. Aquests formen la planta a sobre d'una galeria. A l'últim pis hi ha tota una sèrie de finestres que junt amb les arcades del pis inferior i la galeria, donen a l'edifici la sensació de gran il·luminació. El balneari de la Puda de Francolí va ser construït durant el segle xix per profitar de les fonts d'aigües sulfuroses medicinals del lloc. Està dotat de modernes instal·lacions i és molt concorregut a l'estiu.